# Gorges, Loire-Atlantique

Gorges este o comună în departamentul Loire-Atlantique, Franța. În 2009 avea o populație de 3,979 de locuitori.